# János Bódy
János Bódy (Budapest, 10 luglio 1932) è un ex pentatleta ungherese.

## Palmarès
In carriera ha conseguito i seguenti risultati:
- Mondiali:

Stoccolma 1957: bronzo nel pentathlon moderno a squadre.